# Миндик
Миндик (рум. Mîndîc) — село у Дрокійському районі Молдови. Утворює окрему комуну.

## Населення
За даними перепису населення 2004 року у селі проживали 3402 особи.
Національний склад населення села:
| Національність       | Кількість осіб | Відсоток     |
| -------------------- | -------------- | ------------ |
| молдавани румуни     | 3337 9         | 98,1 % 0,3 % |
| українці             | 22             | 0,6 %        |
| росіяни              | 18             | 0,5 %        |
| цигани               | 8              | 0,2 %        |
| гагаузи              | 1              | < 0,1 %      |
| інша / без відповіді | 7              | 0,2 %        |
| Всього               | 3402           | 100 %        |

## Відомі особистості
В поселенні народились:
- Павел Істраті (1894—?) та Іон Морару (* 1929) — члени антирадянської організації Шабля правосуддя (1947-50).

## Пам'ятки природи
- Джерело